# Würzel
Michael Burston, mer känd under sitt artistnamn Würzel, född 23 oktober 1949 i Cheltenham, Gloucestershire, död 9 juli 2011, var en brittisk musiker. Han var gitarrist i heavy metal-bandet Motörhead från 1984 till 1995. Würzel medverkade på albumen No Remorse, Orgasmatron, Rock 'n' Roll, No Sleep at All, 1916, March ör Die, '92 Tour EP, Bastards och Sacrifice.